# 弗朗索瓦·拉伯雷

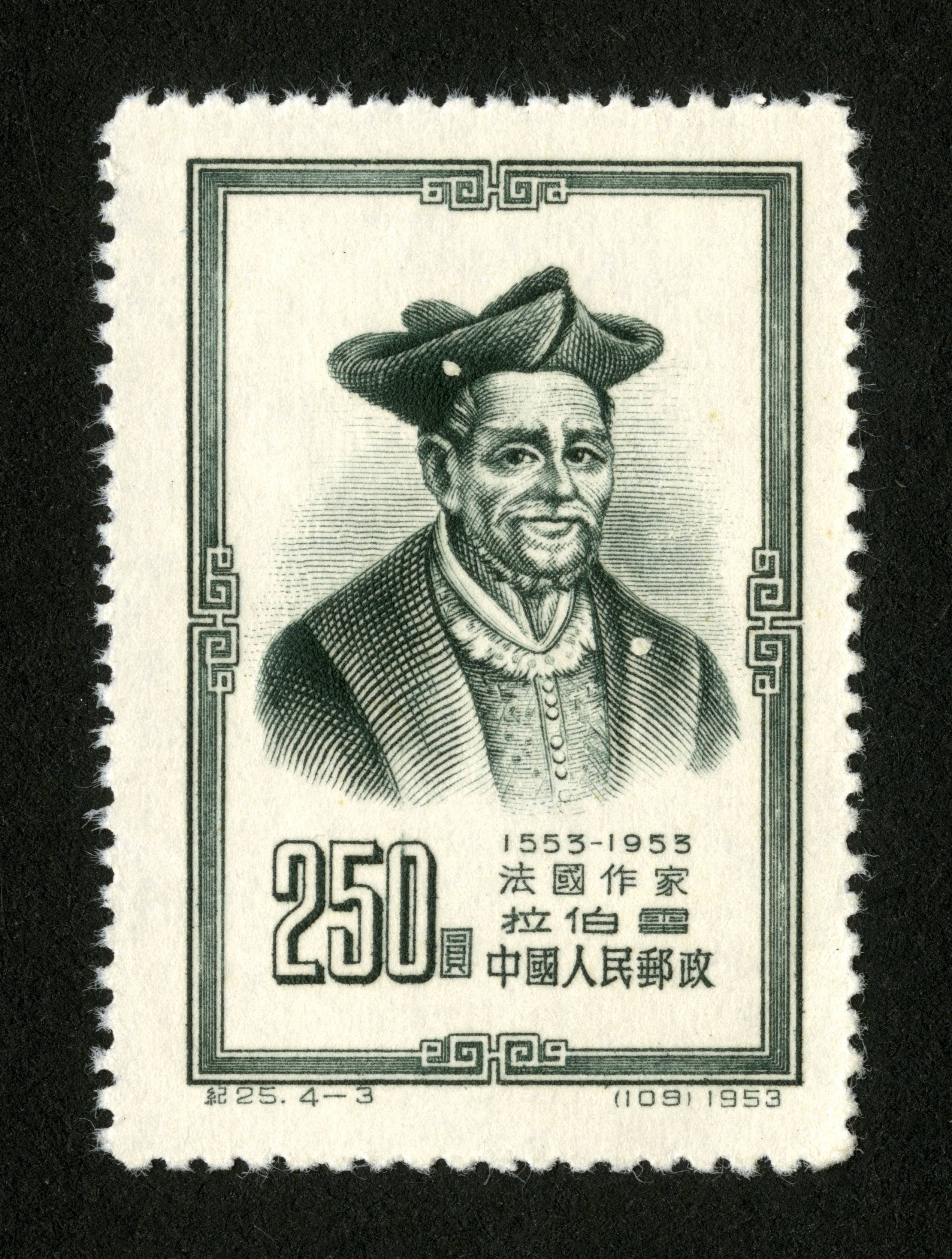
中国纪念邮票：法国作家拉伯雷

弗朗索瓦·拉伯雷（法語：François Rabelais，1483年至1494年间—1553年），法国文艺复兴时期作家，法国人文主义的代表人物之一，其主要作品为长篇小说《巨人傳》。

## 生平
拉伯雷出生于法蘭西王國安德尔-卢瓦尔省西部城市希农附近的拉德旺涅，他的父亲是希农的地方律师和莱尔内的司法总管。大约在1510年底，他在和他家乡相邻的曼恩-卢瓦尔省首府昂热附近的方济各会修道院成为一名见习修士，修道院位于曼恩河畔。
在1520年10月，他在位于旺代省丰特奈-勒孔特的圣马丁山修道院正式成为一名修道士，并开始学习希腊语，拉伯雷对古代的作品感到兴趣，自己也用希腊语进行创作。并且和附近本笃会修道院的主教热夫瓦·戴斯蒂萨非常熟悉。
1523年巴黎大学意图取消希腊语教学，拉伯雷收回了自己的希腊语书籍，在戴斯蒂萨的支持下，决定要迁会，离开教规过于严格的方济各会，经教皇克莱蒙七世的批准，进入戴斯蒂萨的本笃会修道院。
但是拉伯雷不愿意服从修道院的规则，也不愿意永远呆在修道院中，他终于放弃了神甫的职务，开始到巴黎去学医，和两个孩子同学。后来于1530年9月17日注册到南方埃罗省的蒙彼利埃医学院学习。同年11月1日他就获得了业士学位。 
1532年春天，拉伯雷开始在里昂的教会医院中行医，并出版了一些医学论文。业余时间写一些小册子，针砭时弊。同年他以假名出版了他的主要作品《巨人传》的第二部，用的是从他姓名的字母重新排列的“亚勒戈弗里巴·奈西埃”名义。这部书的原名是《巨人卡冈都亚之子、迪波沙德王、鼎鼎大名的庞大固埃的可怖而骇人听闻的事迹和功业记》。这部小说受到教会的攻击，但风行全国。当时尚为索邦神学院的巴黎大学已经禁止他的作品，他只好用假名。1534年，他又以同样的假名出版了《巨人传》的第一部，这部书先出第二部再出第一部，第一部名为《庞大固埃之父、巨人卡冈都亚极为吓人的见闻录》，署名为“旧作”。
他曾随同贝拉家族的让作为参拜教皇的使节，1534年，让再去罗马时，教皇克莱蒙七世当面指责拉伯雷违犯教规和叛教。
1535年8月到1536年5月，拉伯雷逗留在罗马，1536年1月17日新教皇保罗三世批准拉伯雷返回本笃会并继续行医，但不准执行外科手术。
在贝拉家族的庇护下，1545年9月19日得到国王弗朗索瓦一世的准许证，以真实姓名出版他的第三部《巨人传》，1546年第三部书出版。
1547年，贝拉家族的让从新国王亨利二世那里得到驻意大利皇家总监的职务，拉布雷陪同前往。同年7月回到巴黎。1548年《巨人传》第四部出版了11章，直到1552年才全部出版。
1550年8月6日拉伯雷得到国王对他全部作品的授权，禁止其他人未经他许可印发或修改他的作品。
1551年1月18日贝拉红衣主教任命拉伯雷为巴黎西南墨顿的本堂神甫。1552年3月1日《巨人传》第四部被神学家查禁。1553年1月7日拉伯雷辞职，同年4月在巴黎逝世。
1562年出版了《巨人传》第五部前16章，1564年全部出版，署名也是拉伯雷，但是否拉伯雷原作受到广泛的争议。
他的遗嘱只有一句话：“我没有什麽财产，我欠的很多，我所有的东西都留给穷苦的人们。”

## 風格
拉伯雷如同其他文艺复兴时代的巨匠一样，知识渊博，面广，多才多艺，熟练掌握希腊语、拉丁语和意大利语。对神学、法律学、医学都有很深的造诣，也通晓药理学、星相学、航海术等，而且既懂理论也能实际操作，这是文艺复兴时代人文主义者追求的目标。所以他在自己的作品中抨击、讽刺旧的教育制度，批评挖苦墨守成规的人和教会的僵化的经院哲学，调侃法官们习惯于将简单的案件复杂化。他强调人的本性善良，重要在于教育，教育决定人的前途，每一个人都有受教育的愿望和权利。正如身体必须经过锻炼才能强壮，思想必须要用知识来充实。他强调“做你愿意做的事”，反映了人文主义者要求个性解放的信念。但拉伯雷对女人没有好感，认为她们都是生性淫荡，脾气古怪。
《拉伯雷全集》在18世纪以前竟然印刷了18版，对后来法国和一些英国作家都有很大的影响，拉伯雷的谴词造句讲究声韵协调，善于利用各种修辞手段，为中古法语的发展作出很大的贡献，甚至有人称他为诗人，虽然他的绝大部分作品都是散文和小说。